# ماريا غوميز (كرة يد)
ماريا غوميز (بالإسبانية: María Gómez)‏ مواليد 22 يناير 1984، هي لاعبة كرة يد باراغوايانية تلعب كجناح أيسر. مثلت منتخب باراغواي لكرة اليد للسيدات.

## سجل المنافسة
شاركت في البطولات التالية:
- بطولة العالم لكرة اليد للسيدات 2013